# Етеріані
Етеріані — грузинський народний епос, який зберігся в 70 розрізнених фрагментах усної прози і поезії, ймовірно, починаючи з X або XI століття. Подібна історія любові царевича Абесалома та пастушки Етері також існує в схожих грузинських мовах: мегрельській, лазській, сванській. 